# Silver Lining (альбом Бонни Рэйтт)
Silver Lining — четырнадцатый студийный альбом американской блюз-рок-певицы Бонни Рэйтт, вышедший 9 апреля 2002 года на лейбле Capitol Records. Альбом достиг 13-го места в американском чарте Billboard 200. Silver Lining был сертифицирован в золотом статусе Американской ассоциацией звукозаписывающих компаний (RIAA).

## Отзывы
| Совокупная оценка      | Совокупная оценка |
| Источник               | Оценка            |
| ---------------------- | ----------------- |
| Metacritic             | (74/100)          |
| Оценки критиков        |                   |
| Источник               | Оценка            |
| Allmusic               | [ 5 ]             |
| Billboard              | (favorable)       |
| Blender                | [ 4 ]             |
| New Zealand Herald     | [ 7 ]             |
| Los Angeles Times      | [ 8 ]             |
| PopMatters             | (favourable)      |
| Los Angeles Daily News | [ 10 ]            |
| Robert Christgau       | B−                |
| Rolling Stone          | [ 12 ]            |
| USA Today              | [ 13 ]            |

Silver Lining получил в целом положительные отзывы от музыкальная критикаов. На сайте Metacritic, который присваивает нормализованную оценку из 100 для рецензий от основных критиков, альбом получил средний балл 74 на основе 11 рецензий, что означает «в целом благоприятные отзывы».
Эдна Гундерсен из USA Today писала: «Silver Lining, спродюсированный Митчеллом Фрумом и Чадом Блейком, демонстрирует умение Рэйтт добиваться поп-элегантности в таких мелодиях, как заглавный трек (автор Дэвид Грэй) и ноющая баллада Wounded Heart. Но он также доказывает, что Рэйтт не боится нанести немного грязи под ногти Delta в погоне за чистым фанком и земными грувами. Менее отполированный, чем недавние работы, альбом обладает свободной, бурной атмосферой вечеринки, которая никогда не прибегает к небрежным сокращениям. Слэбы буги, госпелизированного R&B и сырого блюза напоминают органическую мощь рок-групп Meters и Little Feat, но при этом трещат от свежести и жизненной силы». Джейсон Макнейл из PopMatters заявил: «Хотя в альбоме нет таких хитовых треков, как „Thing Called Love“ или „Something To Talk About“ (1991), в целом он определённо является одним из самых сильных на сегодняшний день».
Натали Николс из Los Angeles Times утверждала: «В своём 16-м альбоме Рэйтт продолжает исследовать общие нити в музыке разных культур. Однако Silver Lining — это не академическое упражнение, а разнообразная коллекция, включающая в себя её фирменный блюз-рок с влиянием Дельты, африканские стили, новоорлеанское буги и элементы современного adult-pop».
Более того, две песни с Silver Lining, «Gnawin' On It» и «Time of Our Lives», получили номинации на премию «Грэмми» в категории «Лучшее женское рок-вокальное исполнение».
Роберт Л. Доерщук из Allmusic отметил, что «Благодаря тому, что её дорожная группа заложила основу и продюсерские обязанности перешли в основном в её собственные руки, Рэйтт демонстрирует разнообразные и яркие выступления на протяжении всего альбома Silver Lining. Джон Клири, пополнивший состав группы, играет ключевую роль; его фортепиано управляет паровым новоорлеанским грувом в „Fool’s Game“, позирующим уличным фанком в „Monkey Business“ и пыльным блюзовым треком в акустическом тексте „No Gettin' Over You“. Материал, взятый у американских и африканских авторов песен, а также несколько оригинальных композиций Рэйтта, больше подходит для вокальной интерпретации, чем для прямолинейного исполнения. Пение Рэйтт никогда не было таким отточенным, особенно в интроспективной заглавной композиции и в заключительном треке „Wounded Heart“, захватывающем дуэте, записанном за один дубль с клавишником Бенмонтом Тенчем. В этих выступлениях Рэйтт превосходит свои собственные стандарты интерпретации лирики без ущерба для своего полнозвучного тембра. Чтобы уравновесить эти рефлексивные моменты, есть много более горячих; они также сосредоточены на вокале, но с исключительным гитарным сопровождением, включая примочки Стива Кроппера в тихой, со вкусом Мемфиса „Time of Our Lives“ и жирные ритмы, которые толкают группу на протяжении „Gnawin' on It“. Зажигательные слайд-гитарные партии подогревают часть этого и нескольких других треков, а в зажигательной „Gnawin' on It“ к ним присоединяется ещё одна легенда слайда, Рой Роджерс. Тем не менее, Silver Lining — это, в конечном счёте, демонстрация исключительного пения и захватывающей работы бэк-вокалистов. Это также, вероятно, веха на пути превращения Рэйтт из виртуоза блюзовой гитары в артистку более широкого профиля. Огонь её молодости все ещё пылает, но теперь он освещает более сложное переплетение техник и гораздо большую глубину эмоций».

## Список композиций
1. «Fool’s Game» (Jon Cleary) — 4:08
2. «I Can’t Help You Now» (Gordon Kennedy, Wayne Kirkpatrick, Tommy Sims) — 3:13
3. «Silver Lining» (Дэвид Грэй) — 6:19
4. «Time of Our Lives» (Teron Beal, Tommy Sims) — 4:00
5. «Gnawin' on It» (Raitt, Roy Rogers) — 4:44
6. «Monkey Business» (Jon Cleary) — 3:36
7. «Wherever You May Be» (Alan Darby, Gavin Hodgson) — 5:31
8. «Valley of Pain» (Rob Mathes, Allen Shamblin) — 4:27
9. «Hear Me Lord» (Оливер «Туку» Мтукудзи) — 5:09
10. «No Gettin' Over You» (Raitt) — 4:45
11. «Back Around» (Habib Koité, Raitt) — 5:15
12. «Wounded Heart» (Jude Johnstone) — 4:13

## Участники записи
- Бонни Рэйтт — вокал, электрогитара, слайд-гитара, бэк-вокал (1), аранжировки органа (3), аранжировки горна (5)
- Jon Cleary — клавишные, акустическое фортепиано, электропиано Wurlitzer, клавинет, синтезаторы, орган Hammond B3, синтезатор Moog, бэк-вокал (1, 2), дуэтный вокал (6)
- George Marinelli — акустическая гитара, электрогитара, гармонический вокал (3), бэк-вокал (9), мандолина (10)
- другие

## Чарты
| Чарт (2002)         | Высшая позиция |
| ------------------- | -------------- |
| США (Billboard 200) | 13             |

| Чарт (2002)       | Позиция |
| ----------------- | ------- |
| США Billboard 200 | 182     |

## Сертификации
| Регион                                                      | Сертификация | Продажи  |
| ----------------------------------------------------------- | ------------ | -------- |
| США (RIAA)                                                  | Золотой      | 500 000^ |
| ^ Данные о тиражах приведены только на основе сертификации. |              |          |